# Добрейшево Евангелие

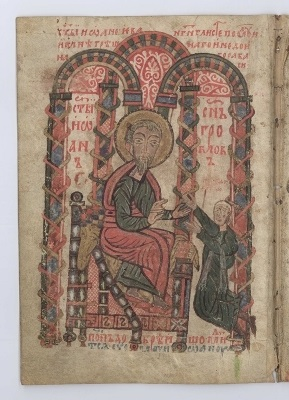
Добрейшево Евангелие включено в проект Европеана

Добрейшево Евангелие — среднеболгарская иллюстрированная рукопись начала XIII века. Состоит из 175 пергаментых листов.

## История

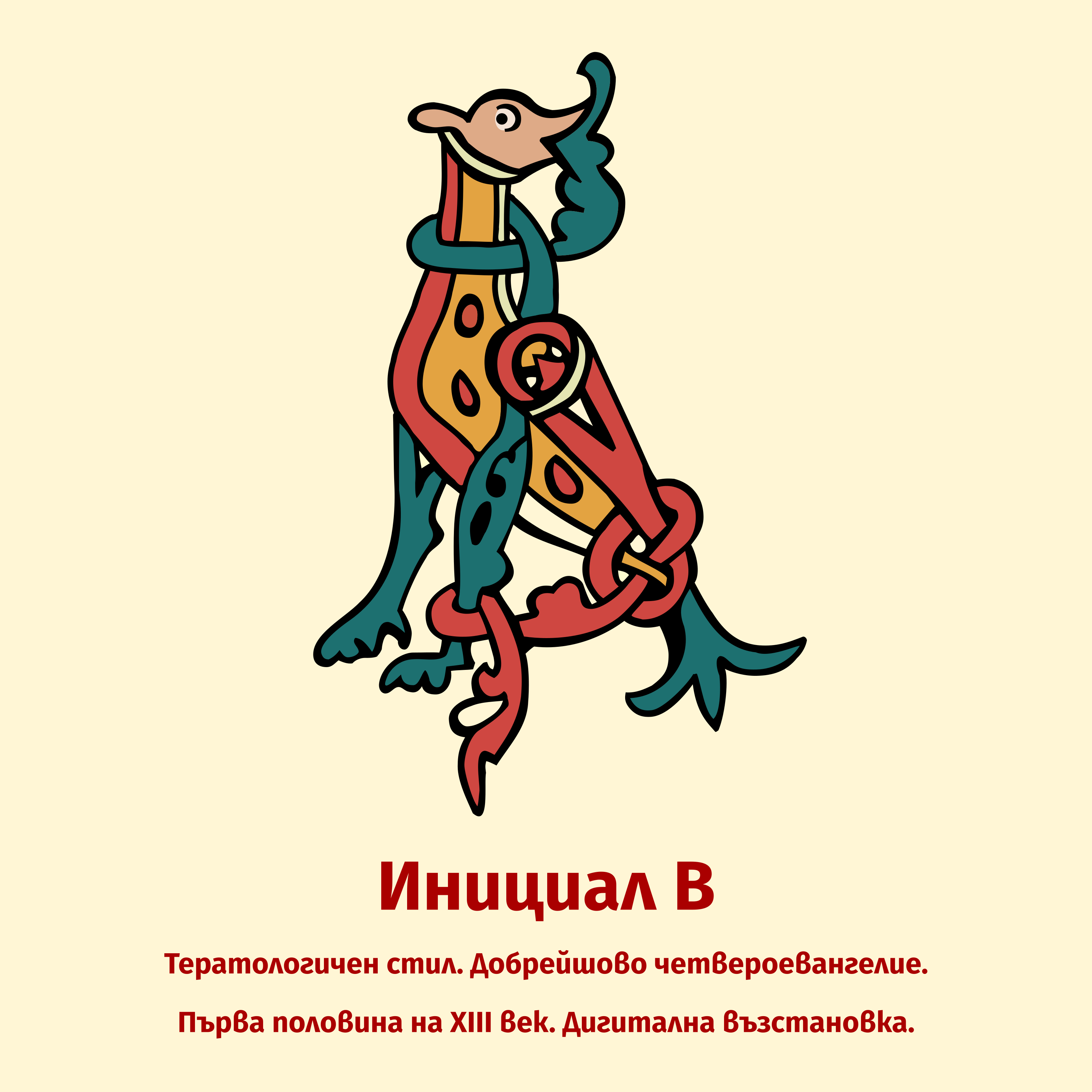
Инициал В. Тератологический стиль. Добрейшево четвероевангелие. Первая половина XIII в.

Точное время создания четвероевангелия неизвестно, но по более поздней записи предполагается 1221 год. Авторство рукописи остается спорным — поп Добрейшо или Вылчо, чье имя сохранилось в примечании в рукописи. Имя Стрезо также читается на одном из листов, но прочтение сомнительно, поскольку текст в этом месте был исправлен.
В XIX веке рукопись находилась в Тулче, Румыния. Запись в ней указывает, что ранее она была в Эдирне. Сейчас большая часть рукописи (127 листов) хранится в Национальной библиотеке Святых Кирилла и Мефодия (НБКМ 17), путь поступления неизвестен. 48 листов хранились в старой Национальную библиотеку в Белграде, и были уничтожены в пожаре после бомбежек во время Второй мировой войны (1941 г.). Также неизвестно, как они попали в библиотеку.

## Украшение
Из четырех миниатюр с изображением евангелистов, изначально украшавших рукопись, до наших дней сохранились только две: евангелиста Луки и Иоанна Богослова, перед которым поп Добрейшо преклонил колени в молитве. Его фигура сопровождается надписью «поп Добрейшо молится святому Иоанну». Существуют разные мнения относительно того, кем был поп Добрейшо — писцом, переписавшим рукопись, или ее заказчиком. В белградской части рукописи была миниатюра с изображением евангелиста Марка. И стиль миниатюр, и их нетрадиционная иконография имеют до сих пор неясные источники. Особенно противоречивым является изображение Добрейша без бороды, которое не соответствует внешнему виду восточно-православных священников, и это основная, хотя и не единственная причина, по которой в миниатюрах ищут влияние западноевропейских рукописей.
Остальное украшение состоит из заставок — двух перед соответствующими евангелиями и одного перед синаксарием, а также множества инициалов с различными украшениями. Среди них выделяются так называемые тератологические (звериные или чудовищные), характерные для южнославянского рукописного украшения XIII и первой половины XIV века.

## Язык
Язык Евангелия близок к старославянскому, но также показывает некоторые новые важные черты.

### Фонетические особенности
Добрейшево Евангелие отражает произношение западно-болгарского диалекта конца XII — начала XIII века.
- Еровые гласные ъ и ь в конце слова утратили свое звуковое качество — они часто пишутся без разбора один вместо другого — домь, доухь, пророкь, радостъ, кораблъ, денъ
- Предлоги (съ, въ, отъ, изъ, прѣдъ, надъ, безъ) часто пишутся слитно со словом после них: снама, снеѫ, стобоѭ, всебѣ, всѫбота, вназаретъ, втиѧ дни, извинограда, изнего, прѣдвъсѣми, наднеѫ, безнарода. Еры опускаются перед энклитическими местоимениями (мѧ, тѧ, сѧ, ми, ти, ны, вы) и частицами (же, ли) или краткими глагольными формами (би, бѣ): обличаетмѧ, видѣхтѧ, женѫтсѧ, подобаетми, въздамти, избрахвы, Пилатже, не придетли, могълби, праведенбѣ. Возможно, в случае препозитивных указательных местоимений они все еще сохраняют какое-то звуковое качество — въ тъ денъ.
- Нередки случаи, когда слова пишутся в новоболгарском произношении: вь зборищи (!), празникь (!), непразноѫ, грѣшници, брашно, длъжникъ, праведника, подобно, фторникъ (!), фторы (!), различны (!).
- В некоторых случаях еры выпадают из корневого слога: разбра сѧ, ѿ пчелъ, вдовица, изгна, призва, двама, оузрѣ, книгы, птицъ, здрави (!), спѫщѧ.
- В корневых слогах, в суффиксе настоящего и в падежных формах еровые гласные проясняются: легько, къгда, прикоснѫ сѧ, мении, миренъ, силенъ, противенъ, длъжънь, ѿ старець, младенець, пръвѣнецъ, кротокъ, пѧтокъ, оцетъ, лакотъ, людемъ, четырехь.
- Перед постпозитивными указательными местоимениями еровые гласные также проясняются: домотъ, работъ, стоуденецосъ, днесь. Встречается и прояснение еров перед анафорической клитикой: тъ + и > тои, сь + и > сеи: въ тои денъ, тои не остави, тои вы кръститъ; сеи денъ.
- Отмечается выравнивание гласных ъ и ь. В тексте много примеров: дьскы/дъскы, дьщерь/дъщерь, лъжи/льжие, льсть/лъсть.
- Наличие вставленного ъ. Пишется по народному произношению: хълмъ, мълчи, есьмь/есъмь, вѣтьрь, Петъръ, мрътьвцѧ, съблазьнь.
- Правильное использование носовых гласных в корне слова — этим Добрейшево Евангелие отличается от большинства среднеболгарских памятников.
- Артикуляция йотированной гласной как ja: цаловати, цана.
- Правильное употребление ы, хотя есть случаи замены на и с ы — особенность этого диалекта.

### Морфология и синтаксис
- Отмечается смесь типов склонения у существительных.
- Замена родительского падежа дательным является регулярной: ѿче небеси и земи, въ ѿпоущение грѣхомь. Это явление характерно для всех балканских языков.
- Замена винительного падежа родительным в ŭ-основах: Видѣшѧ и смокве исъхщѫ искоренна (Марк, XI, 20), Ѥгда проиде въ црькъве (Матфей, XXI, 23), но винительный падеж замещает старую форму именительного падежа (любовъ вместо любы).
- Соединение указательных местоимений тъ и сь с предшествующими существительными до прояснения еров. Есть много примеров:

| Стих            | Добрейшево Евангелие                                                                       | Зографское четвероевангелие                                                      | Мариинское Евангелие                                                      |
| Матфей XXIV: 46 | Бл[а]жень работь егоже пришедъ г[оспо]д[и]нъ (свои) ωбрѧщеть тако творѫща.                 | Блаженъ рабъ тъ егоже пришьдъ г[осподин]ь свои обрѧштетъ тако творѧшта.          | Блаженъ рабъ тъ егоже пришьдъ г[оспо]д[и]нъ свои обрѧштетъ тако творѧшта. |
| Лука XII: 43    | Бл[а]жень работь егоже пришедъ г[оспо]д[и]нъ (свои) ωбрѧщеть тако тьворѫща.                |                                                                                  |                                                                           |
| Иоанн XVIII: 16 | Петръ же при дверехъ внѣ стоашеи, зыде же оученикотъ, иже бѣ знаимъ старѣишинѣ жречъскомоу | Петръ же стоѣше при двьрехъ вьнѣ, изиде же оученикъ тъ, иже бѣ знаемъ архиереови |                                                                           |
| Марк XV: 39     | и рече въ истинѫ чл[о]вѣкосъ с[ы]нъ божии бѣ.                                              |                                                                                  | рече въ истинѫ чл[овѣ]къ съ с[ы]нъ б[о]жии бѣ.                            |
| Иоанн IX: 39    | Рече Г[оспод]ъ пришедъвшимъ: на сѫдь азь придохь въ миросъ.                                | И рече И[соу]с: на сѫдъ азъ въ миръ се придъ.                                    | Рече И[соу]съ: на сѫдъ азъ въ миръ сь придъ.                              |

- Наличие склонения у постпозитивного определенного артикля, образованного от постпозитивного указательного местоимения:

| Стих            | Добрейшево Евангелие                                                                                           | Зографское четвероевангелие                                                                    | Мариинское евангелие                                                                                              |
| Иоанн IV: 12    | Еда ты болеи еси ω[ть]ца нашего Іакова иже дасть намъ студенецосъ и тои ижнего пиетъ с[ы]нове ѥго и скоти его? | (…) о[тьц]а нашего Іѣкова иже дастъ намъ кладѧзь и тъ иж него питъ и с[ы]нове его и скоти его? | Еда ты болеи еси отъца нашего Іѣкова иже дастъ намъ стоуденецъ сь и тъ из него питъ и с[ы]н[о]ве его и скоти его? |
| Матфей XXIV: 48 | Аще ли реч[е]ть зльïиωтъ рабь въ срци своемь: моудить мои г[оспо]д[и]нь прити.                                 | Аште ли речетъ зълы рабъ тъ въ сръдьци своемь: моудить мои г[осподи]нъ прити.                  | Аште ли речетъ зълы рабъ въ сръд[ь]ци своемь: кьснитъ мои г[осподи]нъ прити.                                      |
| Иоанн XIX: 41   | Бѣ же на мѣстѣ томъ, идеже пропѧшѫ И[соу]са, градъ.                                                            | Бѣ же на мѣстѣ, идеже и пропѧшѧ, врътъпъ.                                                      | Бѣ же на мѣстѣ, идеже и пропѧшѧ, врътъпъ.                                                                         |
| Иоанн XVI: 8    | И пришедъ ωнъ и ωбличитъ миросъ ω грѣсѣ и ω правдѣ и ω сѫдѣ.                                                   | И пришѣдъ онъ обличитъ всего мира о грѣсѣ и o пра[в]дѣ и o сѫдѣ.                               | И пришѣдъ онъ обличитъ мира о грѣсѣ и o правдѣ и o сѫдѣ.                                                          |
| Иоанн VII: 11   | Июдеи же искахѫ его въ праздникотъ и гл[агола]хѫ где ѥсть ωнъ.                                                 | Июдеи же искаахѫ его въ праздьникъ и гл[аголаа]хѫ кьде естъ онъ.                               | Июдеи же искаахѫ его въ праздьникъ и гл[аголаа]хѫ кьде естъ онъ.                                                  |

#### Глаголы
- Редкое употребление супина, но в Троянской истории (XIV век) супин почти всегда встречается вместо инфинитива. Скорее всего, это диалектная особенность.
- Нет никаких изменений в окончаниях прошедшего времени под влиянием морфологических аналогий.
- Стремление заменить причастные конструкции личными глагольными формами. Это явление характерно и для современного болгарского языка. Есть много примеров:

| Стих             | Добрейшево Евангелие                                                                         | Зографское четвероевангелие                                                            |
| Матфей XI: 2 — 3 | Въ врѣмѧ ωно слышавъ Иωань въ ѧзылищи дѣла Х[ристов]а, посла два оученика своıа и рече емоу. | Иоанъ же, слышавъ въ ѫзилишти дѣла Х[ристов]а, пославъ оученикы своими, рече къ немоу. |
| Матфей XIV: 28   | Отвѣща же Петръ и рече:                                                                      | Отъвѣштавъ же, Петръ рече емоу:                                                        |
| Матфей XV: 36    | И приемь: з: хлѣбь и рыбы, и хвалѫ въздастъ, и прѣломи; и дастъ оученикомь своимь.           | И приимъ: ж: хлѣбь и рыбы, хвалѫ въздавъ, прѣломи; и дастъ оученикомъ своимъ           |
| Матфей XV: 39    | И ѿпоущь народы, и влѣзе въ корабь, и прѣиде въ прѣдѣлы магдалыньскы.                        | И отъпоушть народы, вълѣзъ въ корабь и приде въ прѣдѣлы магдаланьскы                   |

### Другие особенности
- Неправильное употребление относительного местоимения иже, имеющего одну форму для всех родов.
- Изменение употребления некоторых предлогов:
  - Азъ бо до него выны не ωбрѣтаѫ. ПРИ Азъ бо не обрѣтаѭ вь немь вины. (Зогр.) (Иоанн, XIX, 6)
  - Чьто же створѫ на И[соу]са, нарицаемаго Х[рист]а? ПРИ Чьто же сътворѭ И[соу]са, нарицаемаего Х[рист]а? (Зогр.) (Матфей, XXVII, 22)